# بروباديين
بروباديين هو مركب عضوي هيدروكربوني من الدايينات صيغته C3H4، ويوجد في الشروط القياسية على شكل غاز عديم اللون. يعد البروباديين أبسط الألينات، وذلك بوجود رابطتين مضاعفتين متجاورتين، ولذلك يسمى هذا المركب ألين أيضاً.

## التحضير
يمكن أن تتم عملية التحضير انطلاقاً من بروميد الأليل بحدوث تفاعل إضافة لتشكل 3,2,1-ثلاثي برومو البروبان، والذي تحدث له لاحقاً عملية نزع بروميد الهيدروجين ليتم الحصول على 3,2-ثنائي برومو البروبين، ثم بالاختزال بالزنك للحصول على المركب المطلوب.

## الخواص
يوجد البروباديين في الحالة النقية وفي الشروط القياسية على شكل غاز عديم اللون. يوجد البروباديين في حالة توازن كيميائي مع البروباين (ميثيل الأسيتيلين)،
H3CC≡CH ⇌ H2C=C=CH2
ويطلق على هذا المزيج اختصاراً MAPD.(أ)
يعد البروباديين ناتجاً ثانوياً غير مرغوب به أثناء إنتاج البروبيلين، خاصة أن يتداخل في عملية البلمرة المحفزَّة للبروبيلين.

## الاستخدمات
يستخدم البروباديين على شكل غاز MAPP المستخدم في عمليات اللحام الخاصة.

## هوامش
- أ وذلك اختصاراً من methylacetylene-propadiene